# Huara decorata
Huara decorata là một loài nhện trong họ Amphinectidae. Loài này phân bố ở New Zealand.